# Phyllobrotica nigripes
Phyllobrotica nigripes es una especie de insecto coleóptero de la familia Chrysomelidae. Fue descrita en 1893 por Horn.
Se encuentra en California, Estados Unidos. Se alimenta de Lamiaceae.